# Francisco Antonio González
Francisco Antonio González Pérez (Madrid, 31 de agosto de 1960 - ibídem, 2 de junio de 2015) fue un empresario y político español.

## Biografía
Francisco Antonio González nació en Madrid en 1960 pero, tras hacer el servicio militar, se instaló en Ceuta. Hizo un máster en Dirección de Empresas, en Defensa Nacional y en Gestión de Empresas y entre 1983 y 1987 fue presidente de Nuevas Generaciones de Ceuta. En las elecciones a la Asamblea de  Ceuta de 1987 fue elegido concejal del ayuntamiento de Ceuta por Alianza Popular, partido del que había sido elegido ese mismo año presidente regional. En las elecciones a la Asamblea de Ceuta de 1991 fue nuevamente elegido concejal y ocupó el cargo hasta 1995. En las elecciones generales de 1993 fue elegido diputado del Partido Popular por la circunscripción electoral de Ceuta y repitió en 1996, 2000, 2004 y 2008. En octubre de 2010, ya enfermo de cáncer, abandonó el acta de diputado y pasó a dirigir la Fundación Ceuta Crisol de Culturas 2015. En enero de 2012 fue nombrado delegado del gobierno en Ceuta, cargo que ocupó hasta su fallecimiento el 2 de junio de 2015 a los 54 años de edad. Además de su labor política, también fue empresario y fundó varias empresas como la naviera Stamp.